# Liste des plus hautes hampes de drapeaux
Plusieurs pays se battent pour le record de la plus haute hampe de drapeau du monde.

## Classement des hampes les plus grandes du monde
|    | Période de classement de plus grande taille    | Dimensions                                              | Pays            | Lieu                                      |
| -- | ---------------------------------------------- | ------------------------------------------------------- | --------------- | ----------------------------------------- |
| 1. | Depuis 2021. construit en 2021.                | Hampe de 202 m                                          | Égypte          | Le Caire (hampe de drapeau du Caire)      |
| 2. | 2014-2021. construit en 2014.                  | Hampe de 171 m, drapeau 49.5 x 33 m (570 kg)            | Arabie saoudite | Djeddah (hampe de drapeau de Djeddah)     |
| 3. | 2011-2014. construit en 2011.                  | Hampe de 165 m, drapeau 60 x 30 m (700 kg)              | Tadjikistan     | Doushanbé (hampe de drapeau de Douchanbé) |
| 4. | 2010-2011. construit en 2010.                  | Hampe de 162 m, drapeau de 70 x 35 m (2 450 m2, 350 kg) | Azerbaïdjan     | Bakou (place du drapeau national)         |
| 5. | jusqu'en 2010. construit dans les années 1980. | Hampe de 160 m, drapeau de 270 kg                       | Corée du Nord   | Kijong-dong                               |
| 6. | jamais. construit en 2008.                     | Hampe de 133 m, drapeau de 52,5 x 35 m.                 | Turkménistan    | Ashgabat (hampe de drapeau d'Achgabat)    |
| 7. | jamais. construit en 2004.                     | Hampe de 132 m, drapeau de 60 x 30 m                    | Jordanie        | Aqaba (hampe de drapeau d'Aqaba)          |
| 8. | jamais. construit en 2003.                     | Hampe de 126 m                                          | Jordanie        | Amman (hampe de drapeau de Raghadan)      |

## Phénomène en ex-URSS et dans les pays arabes
L'érection de mâts et drapeaux tous plus grands les uns que les autres sont une tendance surtout en ex-URSS (en Azerbaïdjan, Biélorussie, Kazakhstan, Russie, Tadjikistan, Turkmenistan, Ukraine) autant que dans les pays arabes (Arabie Saoudite, Emirats Arabes Unis, Jordanie).

## Guerre des drapeaux
A la frontière indo-pakistanaise, à Wagah, 2 drapeaux se font face, chacun pour prétendre à impressionner, s'imposer. Tout comme à la frontière entre les 2 Corées, près de Pamunjon.

## Drapeaux au sol
Là aussi la compétition des drapeaux déployés au sol se tient entre des pays arabes : Tunisie (en 2015, 104 544 m2), Liban (en 2010, 65 000 m2), Maroc (en 2010, 60 000 m2).

## Pages annexes
- Liste des drapeaux nationaux par proportions
- Liste de drapeaux par nombre de couleurs